# Kostel svatého Jana Křtitele (Valtrovice)
Kostel svatého Jana Křtitele je římskokatolický chrám ve Valtrovicích v okrese Znojmo. Jde o farní kostel římskokatolické farnosti Valtrovice. Je chráněn jako kulturní památka České republiky.
První písemná zmínka o Valtrovicích pochází z roku 1243. Farní kostel zasvěcený sv. Janu Křtiteli byl pravděpodobně postaven koncem 12. nebo počátkem 13. století. Po roce 1560 se přiklonila vesnice i s farářem k luteránskému vyznání. Ještě v roce 1633, kdy byla ves přidělena do jaroslavické farnosti, byli zde téměř jen nekatolíci, kteří pochovávali své nebožtíky sami, bez faráře a stará fara byla opuštěna. Místní kostel byl v roce 1657 zcela opuštěn. Po roce 1665 byl kostel obnoven, vysvěcen roku 1682. Autorem oltářního obrazu je Josef Winterhalder.
V roce 2014 se farnost jako vlastník farního kostela stala vítězem soutěže o nejlépe opravenou památku Jihomoravského kraje v roce 2013 v kategorii Velké stavby. V tomto roce byla provedena celková oprava kostela - byly mj. vyměněny vadné části konstrukcí krovu za tvarovou a hmotovou kopii, vyměněno laťování a opravena vrcholová makovice a kříž. Proběhla rovněž oprava fasády, při které bylo zachováno dosavadní členění – novodobé rýsované nároží a lemování šambrán. Došlo tak k výraznému zlepšení stavebního stavu a vzhledu této v jádru středověké sakrální stavby, která tvoří dominantu obce.